# なぐりガキBEAT
『なぐりガキBEAT』（なぐりガキビート）は、関ジャニ∞の楽曲。2017年1月25日にINFINITY RECORDSから38枚目のシングルとして発売された。

## 概要
- 前作『NOROSHI』から約1か月振りのリリース。
- CDは初回限定盤、通常盤、新春特盤[注 2]の3形態で発売。
- 表題曲「なぐりガキBEAT」は、パワフルかつ疾走感のある楽曲となっている[11]。
  - 同曲は、メンバーの横山裕が主演と佐々木蔵之介と共にW主演する松竹配給映画『破門 ふたりのヤクビョーガミ』の主題歌である[11]。
- カップリング「Tokyoholic」は、メンバーの錦戸亮が作詞・作曲・編曲を担当した楽曲[14]。
  - 同曲は、前作『NOROSHI』の初回限定盤Aの特典映像「2016.10.26 session movie」にて、「錦戸が立ち上げた楽曲」としてメンバー7人がセッションしている様子が収録されていた[15]。
  - 本作への収録にあたり、同映像では渋谷がギターを演奏していたが、CD音源ではタンバリンに担当楽器が変更されている。

- 8thシングル『ワッハッハー』のカップリング「BJ」を、錦戸が新たにリアレンジし、メンバーが演奏した再録バージョンを本作のカップリングとして収録[14]。
  - 通常盤のみ収録。
- その他、初回限定盤のカップリングとして、13thライブDVD/Blu-ray『関ジャニ∞リサイタル お前のハートをつかんだる!!』のエンドロールとして使用された33rdシングル「前向きスクリーム!」のリミックスバージョンと、15thライブDVD/Blu-ray『関ジャニ∞リサイタル 真夏の俺らは罪なヤツ』のエンドロールとして使用された35thシングル「罪と夏」のリミックスバージョンを収録[13]。
- 初回限定盤・新春特盤には特典DVDを付属。
  - 初回限定盤には、表題曲「なぐりガキBEAT」のミュージック・ビデオとメイキング映像を収録[13]。
  - 新春特盤の特典DVDには、2017年の"自分たち"を語り合った新年会の模様を映した「7人だけの新年会2017」を収録[13]。
- 全形態の初回プレス分には、本作と前作『NOROSHI』の連動企画として、オリジナル手帳「関ジャニ'sエイターテインメント手帳」が当たる『関ジャニ∞"年またぎ"シングル連動キャンペーン』に応募出来る「キャンペーン応募ID」が封入された[16]。
- 2024年1月1日、デビュー20周年を記念し、過去にリリースされた全楽曲が各種音楽ダウンロードサービス、サブスクリプションサービスで配信されることに伴い、表題曲「なぐりガキBEAT」がベストアルバム『GR8EST』の収録曲、同年1月24日には同曲がアルバム『ジャム』の収録曲として配信開始され、同年1月31日には本作の通常盤の収録曲の配信も開始された[17][18][19]。

### 各形態概要
| 曲名                                | 形態 | 形態 | 形態 |
| 曲名                                | 初回 | 通常 | 新春 |
| ----------------------------------- | ---- | ---- | ---- |
| Tokyoholic                          | ×    | ○    | ×    |
| BJ                                  | ×    | ○    | ×    |
| 前向きスクリーム! "リサイタル"Remix | ○    | ×    | ×    |
| 罪と夏 "リサイタル"Remix            | ○    | ×    | ×    |

| 特典内容                        | 形態                   |
| ------------------------------- | ---------------------- |
| キャンペーン応募ID              | 全形態（初回プレス分） |
| 特典DVD（詳細は#特典DVDを参照） | 初回限定盤・新春特盤   |

## 販売形態
- 発売日：2017年1月25日
  - 初回限定盤（JACA-5644~5645：CD+DVD）
  - 通常盤（JACA-5646：CD）
  - 新春特盤（JACA-5647~5648：CD+DVD）
- 発売日：2019年7月12日
  - 通常盤：十五催ハッピープライス盤（JSNC-1538：CD）
    - 自身の配信アプリ『関ジャニ∞アプリ』対応のため、15%オフでの再発売。
- 発売日：2024年1月31日
  - 配信作品
    - デビュー20周年を記念した音楽ダウンロードサービスおよびサブスクリプションサービスでの配信[17][18][19]。

## チャート成績

### シングルチャート順位
- オリコンチャート
  - 初週273,893枚を売り上げ、2017年2月6日付の「オリコン週間 CDシングルランキング」で週間1位を獲得した[2][3]。
    - 25作連続、通算33作目のシングル1位となった[2]。

  - 累計292,150枚を売り上げ、2017年1月度「オリコン月間 CDシングルランキング」で月間1位を獲得した[4]。
    - 同チャートで自身のシングルが1位を獲得するのは、26thシングル『ひびき』以来12作振り、通算5作目である。

  - 累計308,583枚を売り上げ、2017年度「オリコン上半期 CDシングルランキング」で上半期7位を獲得した[5]。
  - 累計310,220枚を売り上げ、2017年度「オリコン年間 CDシングルランキング」で年間16位を獲得した[6]。
- Billboard JAPAN
  - 初週252,508枚を売り上げ、2017年2月1日公開の「Billboard JAPAN Top Singles Sales」で週間1位を獲得した[8]。
  - 2017年度「Billboard Japan Top Singles Sales Year End」で年間23位を獲得した[9]。

### 各曲チャート順位
- Billboard JAPAN
  - 初週25,719ptを記録し、2017年2月1日公開の「Billboard Japan Hot 100」で表題曲「なぐりガキBEAT」が週間1位を獲得した[7]。
  - 2017年度「Billboard Japan Hot 100 Year End」で表題曲「なぐりガキBEAT」が年間87位を獲得した[10]。

## 収録曲

### CD

#### 通常盤・新春特盤・配信
※「Tokyoholic」以降、通常盤・配信作品のみ収録。
1. なぐりガキBEAT  - [3:45]
作詞・作曲：NOMSON
編曲：大西省吾
  - 松竹配給映画『破門 ふたりのヤクビョーガミ』主題歌[11]
2. Tokyoholic  - [3:36]
作詞・作曲・編曲：錦戸亮
  - メンバーの錦戸亮が制作した楽曲。
  - 37thシングル『NOROSHI』初回限定盤A特典映像「2016.10.25 session movie」演奏曲。
  - 錦戸のソロ2ndアルバム『Note』にて、同曲のセルフカバーを収録[20]。
3. BJ  - [4:53]
作詞・作曲：HIKARI
編曲：錦戸亮
  - 8thシングルカップリングの新録バージョン
  - メンバーの錦戸亮が編曲を担当した楽曲。
4. なぐりガキBEAT (オリジナル・カラオケ)

#### 初回限定盤（CD）
1. なぐりガキBEAT
2. 前向きスクリーム! "リサイタル" Remix - [8:03]
  - 33rdシングルのリミックスバージョン
  - 13thライブDVD/Blu-ray『関ジャニ∞リサイタル お前のハートをつかんだる!!』エンドロール
  - 2024年1月現在、音楽ダウンロードサービスおよびサブスクリプションサービスでは未配信。
3. 罪と夏 "リサイタル" Remix - [8:02]
  - 35thシングルのリミックスバージョン
  - 15thライブDVD/Blu-ray『関ジャニ∞リサイタル 真夏の俺らは罪なヤツ』エンドロール
  - 2024年1月現在、音楽ダウンロードサービスおよびサブスクリプションサービスでは未配信。

### 特典DVD

#### 初回限定盤（特典DVD）
| #         | タイトル                       | 作詞  | 作曲・編曲 | 時間  |
| --------- | ------------------------------ | ----- | ---------- | ----- |
| 1.        | 「なぐりガキBEAT」(Music Clip) |       |            | 3:56  |
| 2.        | 「なぐりガキBEAT」(Making)     |       |            | 20:48 |
| 合計時間: | 合計時間:                      | 24:44 |            |       |

#### 新春特盤（特典DVD）
| #         | タイトル                | 作詞  | 作曲・編曲 | 時間  |
| --------- | ----------------------- | ----- | ---------- | ----- |
| 1.        | 「7人だけの新年会2017」 |       |            | 60:20 |
| 合計時間: | 合計時間:               | 60:20 |            |       |

## メンバー作
- 錦戸亮
  - 「Tokyoholic」(作詞・作曲・編曲)[注 4]
  - 「BJ」(編曲)[注 4]

## 参加ミュージシャン
※アルバム『ジャム』のクレジットより。
なぐりガキBEAT
- Drums：濵﨑大地
- E Bass：種子田健
- Trumpet：葛西レオ
- Trombone：小池隼人
- Alt Sax：永田こーせー
- Tenor Sax：PE-
- E Guitar & all other Instruments：大西省吾

Tokyoholic

## 収録作品

### アルバム
なぐりガキBEAT
- 9thアルバム『ジャム』
- 2ndベストアルバム『GR8EST』

Tokyoholic

### 映像作品

#### ライブ映像
なぐりガキBEAT
- 16thライブDVD/Blu-ray『関ジャニ'sエイターテインメント』
- 17thライブDVD/Blu-ray『関ジャニ'sエイターテインメント ジャム』
- 18thライブDVD/Blu-ray『関ジャニ'sエイターテインメント GR8EST』
- 42ndシングル『crystal』（期間限定-多謝台湾-盤 特典DVD）
- 19thライブDVD/Blu-ray『十五祭』
- 24thライブBlu-ray/DVD『超DOME TOUR 二十祭』

Tokyoholic

#### ミュージック・ビデオ
なぐりガキBEAT
- 2ndベストアルバム『GR8EST』（完全限定豪華盤 特典DVD）

#### その他
Tokyoholic